# Sultão de Brunei
Sultão de Brunei é o título do chefe de estado e de governo do Estado do Brunei Casa da Paz. A sua linhagem real vem desde o século XV. Atualmente, e desde 4 de outubro de 1967, o Sultão do Brunei é Hassanal Bolkiah.